# Ezana
Ezana was een koning van Aksum.

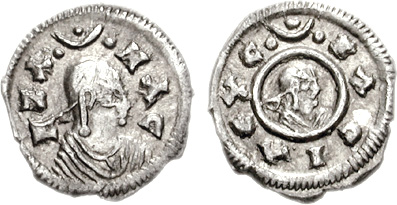
Munt van Ezana met symbool van de Maangodin

Over het begin van het koninkrijk Aksum bestaan geen geschreven bronnen. Dit moet waarschijnlijk in de 1e eeuw worden gesitueerd. De hoofdstad Aksum bestaat nog steeds, dicht bij de grens tussen Ethiopië en Eritrea. Op het hoogtepunt van haar macht in het midden van de vierde eeuw regeerde koning Ezana. Zijn voorganger, koning Aphilas, had de titel koning van Sheba aan zijn naam toegevoegd. Ezana verdreef de binnenvallende Nobatae terug naar het Nijldal. 
Zijn grote betekenis voor de geschiedenis van Ethiopië is gelegen in het feit dat hij al vóór het midden van de vierde eeuw het christendom als staatsgodsdienst aanvaardde. Op de Ezana-munten, geslagen na 341, verdwijnen zon en maan plotseling om plaats te maken voor het kruisteken. Inscripties op granieten gedenkplaten vermelden hem aanvankelijk als 'de zoon van de onoverwinnelijk god Mahrem', maar later als 'de dienaar van de enige en ware god Jezus Christus'.